# Norbert Obrycki
Norbert Piotr Obrycki (ur. 22 listopada 1972 w Szczecinie) – polski polityk i samorządowiec, doktor nauk społecznych, w latach 2006–2008 marszałek województwa zachodniopomorskiego, senator VIII kadencji, poseł na Sejm VIII kadencji.

## Życiorys
Ukończył I Liceum Ogólnokształcące im. Marii Skłodowskiej-Curie w Szczecinie. Jest absolwentem filologii germańskiej na Uniwersytecie Szczecińskim oraz studium integracji europejskiej w Krajowej Szkole Administracji Publicznej. Był także stypendystą uczelni zagranicznych m.in. w Berlinie i Wiedniu. Pracował jako tłumacz przysięgły języka niemieckiego oraz lektor tego języka i nauczyciel akademicki w Wyższej Szkole Administracji Publicznej w Szczecinie. W 2022 na Uniwersytecie Szczecińskim uzyskał stopień doktora nauk społecznych w dyscyplinie ekonomia i finanse na podstawie pracy pt. Model sektora energetyki w funkcjonowaniu gospodarki Ukrainy.
W wyborach parlamentarnych w 2001 kandydował do Sejmu z listy Unii Wolności, która nie osiągnęła progu wyborczego. W latach 2003–2006 pełnił funkcję dyrektora Euroregionu Pomerania. W wyborach samorządowych w 2006 został wybrany na radnego sejmiku województwa zachodniopomorskiego, następnie w dniu 18 grudnia 2006 powołany na marszałka województwa. 22 kwietnia 2008 po złożeniu rezygnacji został odwołany z tej funkcji.
W latach 1998–2004 działał w Unii Wolności. W 2006 wstąpił do Platformy Obywatelskiej. W marcu 2009 został prezesem stowarzyszenia „Szczecin XXI”, działającego w ramach Ruchu Obywatelskiego „Polska XXI” (z funkcji zrezygnował w 2010). W 2010 ponownie został wybrany do sejmiku z listy PO.
W wyborach w 2011 z powodzeniem ubiegał się o mandat senatora z ramienia Platformy Obywatelskiej w okręgu wyborczym nr 97, otrzymując 87 115 głosów.
W lutym 2013 został wybrany na prezesa Zachodniopomorskiej Federacji Sportu, a w listopadzie 2013 na wiceprzewodniczącego szczecińskiej Platformy Obywatelskiej. W wyborach w 2015 otworzył listę kandydatów PO do Sejmu w okręgu szczecińskim. Został wybrany na posła VIII kadencji, zdobywając 16 617 głosów. W Sejmie VIII kadencji został członkiem Komisji Spraw Zagranicznych oraz Komisji Gospodarki Morskiej i Żeglugi Śródlądowej, pracował też w Komisji Gospodarki i Rozwoju (2015–2018). W listopadzie 2016 powołany na stanowisko wiceministra gospodarki morskiej i żeglugi śródlądowej w gabinecie cieni utworzonym przez Platformę Obywatelską. W wyborach w 2019 nie uzyskał poselskiej reelekcji.
W 2020 został pełnomocnikiem marszałka województwa zachodniopomorskiego Olgierda Geblewicza ds. współpracy transgranicznej. Objął także funkcję pełnomocnika rektora Uniwersytetu Szczecińskiego Waldemara Tarczyńskiego ds. współpracy międzynarodowej.